# یاکوب کلر
یاکوب کلر (۱۵۶۸–۲۳ فوریه ۱۶۳) متکلم، نویسنده و مربی مذهبی یسوعی آلمانی بود.

## زندگی
او در زاکینگن، بادن، آلمان به دنیا آمد. پس از ورود به انجمن عیسی در سال ۱۵۸۹و تکمیل تحصیلات خود، علوم کلاسیک را در فرایبورگ تدریس کرد و استاد فلسفه و الهیات اخلاقی و جزمی در اینگولشتات بود. او در سال ۱۶۰۵به عنوان رئیس کالج راتسبون و در سال ۱۶۰۷به ریاست کالج مونیخ منصوب شد و تا سال ۱۶۲۳این سمت را بر عهده داشت. در سال ۱۶۲۸ او مجدداً به سمت ریاست مونیخ منصوب شد و هنوز این مقام را در دست داشت که بیماری آپوپلکسی به زندگی او پایان داد.
ماکسیمیلیان اول، منتخب باواریا، با او مشورت می‌کرد، که برخی از امور مهم را به او سپرده بود. او در مونیخ درگذشت.

## آثار
آثار عمده او عبارتند از: تیرانیسیدیم (مونیخ، ۱۶۱۱) و پابستامب کاتولیک (مونیخ، ۱۵۱۴). اولی، که هم به زبان آلمانی و هم به زبان لاتین نوشته شد، پاسخی بود به حمله کالوینیست‌ها به آموزه‌های انجمن عیسی دربارهٔ موضوع استبداد که در آن کلر استدلال می‌کرد که آموزه‌های یسوعی از متکلمان برجسته اعم از کاتولیک و پروتستان پیروی می‌کند. کار روی پاپی پاسخی بود به ژاکوب هایلبرونر (۱۶۱۸–۱۵۴۸)، الهی‌دان دربار لوتری. که مجموعه ای از پاسخ‌ها به اعتراضات پروتستان‌ها را شامل می‌شود. به دنبال آن یک مناظره عمومی بین کلر و هایلبرونر انجام شد. کلر چهار اثر دیگر در این زمینه منتشر کرد.
از دیگر آثار:
- "دفاع امپراتور لویی چهارم از بزوویا» (مونستر، ۱۶۱۸)، تاریخی؛ و
- "Vita RP Petri Canisii"، در Petrus Canisius.[۱]

نوشته‌های جدلی دیگری نیز وجود داشت، به عنوان مثال "مراسم عبادت یا تنبیه صدراعظم اسپانیا توسط لودوویکو کامراریو، وزیر امور خارجه بوهمی، مشاور امور هایدلبرگ "
او نوشته‌های دیگری را با نام خود یا با نام مستعار منتشر کرد که عمدتاً بحث‌برانگیز بود.